# Wolfgang Herbort
Wolfgang Herbort (* 1941 in Stuttgart; † 2023) war ein deutscher Theaterangestellter, der ab 1980 als Lockvogel in der ARD-Sendung Verstehen Sie Spaß? bekannt wurde.

## Leben
Wolfgang Herbort arbeitete als Inspizient am Staatstheater Stuttgart, als er 1980 als Aushilfe zum Aufnahmeteam der Sendung Verstehen Sie Spaß? beim damaligen Süddeutschen Rundfunk kam. Nachdem er in einem der Filme mitgespielt hatte, wurde Kurt Felix auf Herbort aufmerksam und besetzte ihn mit der Rolle des Lockvogels für die Streiche mit der versteckten Kamera. „Der kleine Dicke“, wie Herbort von Felix genannt wurde, spielte seit der ersten Sendung viele Jahre lang in mehreren Hundert Filmen, bei 750 habe er nach eigenem Bekunden aufgehört zu zählen.
Seinen ersten Einsatz hatte Herbort in einem Beitrag, in dem Testesser für eine Suppe gesucht wurden, die sich anschließend lobend über das Produkt äußern sollten, obwohl die Suppe ungenießbar war. Nachdem Herborts Gesicht zu bekannt geworden war, arbeitete er hinter der Kamera als Koordinator, löste die Geschichten auf und führte Gespräche mit den Beteiligten.